# Vladimir Morozov (natation)
Pour les articles homonymes, voir Vladimir Morozov et Morozov.
Vladimir Morozov (en russe : Владимир Морозов), né le 16 juin 1992 à Novossibirsk, est un nageur russe en activité, spécialiste des épreuves de nage libre et du dos.

## Biographie
Vladimir Morozov est parti vivre à l'âge de 15 ans aux États-Unis, où il intègre le club omnisports universitaire des Trojans de l'USC (en anglais : USC Trojans) qui fait partie de l'université du Sud de la Californie. Les équipes de natation des Trojans participent aux compétitions universitaires organisées par la National Collegiate Athletic Association. Le jeune russe va obtenir lors de ces compétitions des places d'honneur derrière un certain Nathan Adrian.
En 2012, ses performances sur le territoire américain, vont lui permettre d'intégrer le groupe russe pour les Jeux olympiques de Londres, où il sera engagé en individuel sur le 100 mètres dos, puis en relais  sur 4 × 100 mètres nage libre et 4 × 100 mètres 4 nages.
Il obtient la médaille de bronze en compagnie de Nikita Lobintsev, Danila Izotov et Andreï Grechin sur le relais 4 × 100 mètres nage libre.
Il réussit de très belles courses lors des Championnats d'Europe en petit bassin à Chartres en novembre où il gagne plusieurs médailles dont le titre sur 100 mètres nage libre avec une confortable avance en 45 s 68. À cette occasion, il est l'une des révélations de ces championnats et fait figure de leader de l'équipe masculine de natation sportive russe.
Quelques semaines plus tard, durant les Championnats du monde en petit bassin à Istanbul, il confirme tout son talent, tout d'abord en prenant sa revanche sur Florent Manaudou, en remportant le 50 mètres nage libre en établissant un nouveau record de Russie en 20 s 55. Vladimir Morozov va ensuite survoler le 100 mètres nage libre, remportant l'épreuve en 45 s 65, le deuxième ne terminant qu'en 46 s 80.
Durant ces championnats, il glane également une médaille d'argent sur le relais 4 × 100 mètres 4 nages en compagnie de Stanislav Donets, Nikolay Skvortsov et Viatcheslav Sinkevich.
Avec ces excellents résultats en 2012, il devient le fer de lance de l'équipe de Russie de natation, où il est considéré comme le successeur du « Tsar » Alexander Popov, suscitant beaucoup d'attente sur lui.
Le 10 juillet 2013, il termine premier en 47 s 62 des championnats nationaux russes qualificatifs pour les championnats du monde 2013 de Barcelone.
Troisième relayeur du relais 4 × 100 mètres libre russe lors des championnats du monde en compagnie d'Andrey Grechin, Nikita Lobintsev et Danila Izotov, il réalise 47 s 40, meilleur temps de son équipe, et touche à la seconde place derrière les Américains. Le relais russe termine à la 3e place comme aux Jeux Olympiques 2012. Grand favori pour le podium du 100 m nage libre, il réalise le premier 50 m le plus rapide de la course (21 s 94) mais échoue toutefois à la 5e place en 48 s 01, derrière James Magnussen (47 s 71), les Américains James Feigen (47 s 82) et Nathan Adrian (47 s 84) et l'Australien Cameron McEvoy (47 s 88).
Lors des Championnats d'Europe en petit bassin 2013 à Herning, Morozov remporte l'or sur les 7 épreuves sur lesquelles il s'est engagé, soit 3 titres individuels (50 m et 100 m libre, 100 m 4 nages) et 4 titres en relais.

## Palmarès

### Jeux olympiques d'été
- Jeux olympiques de 2012 à Londres ( Royaume-Uni) :
  -  Médaille de bronze au titre du relais 4 × 100 m nage libre

### Championnats du monde
Grand bassin
- Championnats du monde 2013 à Barcelone ( Espagne) :
  -  Médaille d'argent sur 50 m nage libre
  -  Médaille de bronze au titre du relais 4 × 100 m nage libre
- Championnats du monde 2015 à Kazan ( Russie) :
  -  Médaille d'argent au titre du relais 4 × 100 m nage libre.
- Championnats du monde 2017 à Budapest ( Hongrie) :
  -  Médaille de bronze du relais 4 × 100 m quatre nages.
- Championnats du monde 2019 à Gwangju ( Corée du Sud) :
  -  Médaille d'argent au titre du relais 4 × 100 m nage libre.
  -  Médaille de bronze du relais 4 × 100 m quatre nages.

Petit bassin
- Championnats du monde 2012 à Istanbul ( Turquie) :
  -  Médaille d'or sur 50 m nage libre
  -  Médaille d'or sur 100 m nage libre
  -  Médaille d'argent du relais 4 × 100 m quatre nages
- Championnats du monde 2014 à Doha ( Qatar) :
  -  Médaille d'or du relais 4 × 50 m nage libre
  -  Médaille d'argent du 100 m quatre nages
  -  Médaille d'argent du relais 4 × 100 m nage libre
  -  Médaille d'argent du relais 4 × 50 m nage libre mixte
- Championnats du monde 2016 à Windsor ( Canada) :
  -  Médaille d'or du relais 4 × 50 m nage libre
  -  Médaille d'or du relais 4 × 100 m nage libre
  -  Médaille d'or du relais 4 × 50 m quatre nages
  -  Médaille d'or du relais 4 × 100 m quatre nages
  -  Médaille d'or du relais 4 × 50 m nage libre mixte
  -  Médaille d'argent sur 50 m nage libre
  -  Médaille d'argent sur 100 m brasse
- Championnats du monde 2018 à Hangzhou ( Chine) :
  -  Médaille d'or sur 50 m nage libre
  -  Médaille d'argent sur 100 m nage libre
  -  Médaille d'argent du relais 4 × 50 m nage libre
  -  Médaille d'argent du relais 4 × 100 m nage libre
  -  Médaille d'argent du relais 4 × 100 m quatre nages
  -  Médaille de bronze du relais 4 × 50 m nage libre mixte
- Championnats du monde 2021 à Abou Dabi ( Émirats arabes unis) :
  -  Médaille d'or du relais 4 × 100 m nage libre
  -  Médaille d'or du relais 4 × 50 m quatre nages
  -  Médaille d'argent du relais 4 × 50 m nage libre
  -  Médaille de bronze du relais 4 × 50 m nage libre mixte

### Championnats d'Europe
Grand bassin
- Championnats d'Europe 2014 à Berlin ( Allemagne) :
  -  Médaille d'or sur 50 m dos
  -  Médaille d'argent au titre du relais 4 × 100 m nage libre
  -  Médaille d'argent au titre du relais mixte 4 × 100 m nage libre
  -  Médaille de bronze au titre du relais mixte 4 × 100 m quatre nages

- Championnats d'Europe 2018 à Glasgow ( Royaume-Uni) :
  -  Médaille d'or au titre du relais 4 × 100 m nage libre

Petit bassin
- Championnats d'Europe en petit bassin 2012 à Chartres ( France) :
  -  Médaille d'or sur 100 m nage libre
  -  Médaille d'or sur 100 m quatre nages
  -  Médaille d'argent sur 50 m nage libre
  -  Médaille d'argent au titre du relais 4 × 50 m nage libre
  -  Médaille d'argent au titre du relais 4 × 50 m quatre nages
  -  Médaille d'argent au titre du relais mixte 4 × 50 m nage libre
  -  Médaille de bronze sur 50 m dos

- Championnats d'Europe en petit bassin 2013 à Herning ( Danemark) :
  -  Médaille d'or sur 50 m nage libre
  -  Médaille d'or sur 100 m nage libre
  -  Médaille d'or sur 100 m quatre nages
  -  Médaille d'or au titre du relais 4 × 50 m nage libre
  -  Médaille d'or au titre du relais 4 × 50 m quatre nages
  -  Médaille d'or au titre du relais mixte 4 × 50 m nage libre
  -  Médaille d'or au titre du relais mixte 4 × 50 m quatre nages